# Миллиметрон
«Миллиметрон» («Спектр-М») — космическая обсерватория миллиметрового и инфракрасного диапазонов длин волн с криогенным телескопом диаметром 10 м. В режиме связи с Землёй она будет работать как крупнейший виртуальный радиотелескоп, способный исследовать структуру ядер галактик, чёрных дыр, пульсаров, изучать реликтовое излучение, искать самые ранние следы формирования Вселенной, белые дыры и кротовые норы. Запуск планируется после 2025 года.
Аналогов миссии «Миллиметрон» не планируется ни в одной стране мира в ближайшие 15 лет.
Рабочий диапазон телескопа от 20 мкм до 17 мм.
Предполагается, что телескоп сможет работать как в режиме одиночного телескопа, так и в составе интерферометра с базами «Земля — Космос» (с наземными телескопами).
Руководил проектом академик Николай Кардашёв.
Четвёртый из аппаратов серии «Спектр» (первый — запущенный 18 июля 2011 года Спектр-Р, второй — запущенный 13 июля 2019 года Спектр-РГ, третий — разрабатываемый Спектр-УФ).

## История
«Миллиметрон» задуман ещё в 1990-е, но в связи со сложностью технических задач, многие из которых приходится решать впервые, реализация замысла не раз откладывалась. Проект «Миллиметрон» был предложен Астрокосмическим центром Физического института имени Лебедева Российской академии наук как продолжение и развитие российского проекта «Радиоастрон».
- В 2014 году в ИСС им. М. Ф. Решетнёва были созданы полноразмерные конструкторско-технологические макеты элементов конструкции обсерватории и начаты их испытания[5].
- В феврале 2015 года пресс-служба Роскосмоса сообщила, что в ИСС им. М. Ф. Решетнёва изготавливаются опытные образцы и макеты составных частей будущей обсерватории[6]. Специалистами предприятия завершено создание нового элемента, предназначенного для проведения термовакуумных испытаний образцов новых материалов для космического радиотелескопа — вакуумную испытательную камеру[7].
- 25 марта 2015 года пресс-служба Роскосмоса сообщила, что в ИСС им. М. Ф. Решетнёва идут разработка и автономные испытания комплекса бортовой научной аппаратуры «Миллиметрона»[8].
- По состоянию на начало января 2019 года защищён эскизный проект на космический комплекс[9].
- 21 июня 2021 года заместитель директора ФИАН Лариса Лихачева сообщила СМИ, что Лаборатория реактивного движения и НАСА хотели с 2014 года создать гетеродинный приемник для "Спектра-М", но в 2016 году при формировании новой космической десятилетней программы США прибор для "Миллиметрона" не был в нее включен по причинам, известным только американской стороне[10].
- 1 июля 2019 года заместитель директора ФИАН Лариса Лихачева сообщила СМИ, что Китай может сделать матричный приёмник для «Спектра-М», ещё один матричный приёмник, возможно, создаст кооперация учёных из Франции, Швеции и Нидерландов[11].
- 6 ноября 2019 года заместитель директора ФИАН Лариса Лихачева сообщила СМИ, что Россия и Франция готовят соглашение по программе запуска «Спектра-М», на финальной стадии находится соглашение с Южной Кореей, уже был подписан документ о сотрудничестве с Итальянским космическим агентством. Также взаимодействие по «Спектру-М» учитывается в российско-китайской программе исследований космического пространства. Сейчас разрабатывается рабочая конструкторская документация по аппарату. Параллельно производится создание конструкторско-технологических макетов, эта стадия продлится до 2023 года[12].
- 1 июля 2021 года заведующий лабораторией радиоастрофизики Специальной астрофизической обсерватории РАН Сергей Трушкин сообщил СМИ, что «Спектр-М» смогут запустить только в середине 2030-х годов, даже если выделят все необходимое для реализации проекта финансирование[13]. 20 июля перенос реализации проекта за 2030-й год подтвердил СМИ вице-президент РАН, академик Юрий Балега[14]. В тот же день заместитель директора Физического института РАН Лариса Лихачева опровергла слова Балеги о переносе запуска телескопа[15].
- 9 августа 2021 года заместитель директора Физического института РАН Лариса Лихачева сообщила СМИ, что готовятся к подписанию межправительственные соглашения с Китаем, Южной Кореей, Францией и Италией об их участии в создании обсерватории «Спектр-М», в нем будет прописана конкретная роль каждой страны-участницы проекта на основе ранее достигнутых договоренностей. По ее словам, за последние два года интерес к проекту «Миллиметрон» со стороны международного сообщества существенно вырос в связи с успехами в создании обсерватории и с тем, что был закрыт крупный японский проект SPICA, который в какой-то степени был конкурирующим для «Миллиметрона». Недавно проектом заинтересовались в Испанской национальной обсерватории и обсерватория Yebes[16].
- 12 ноября 2021 года СМИ со ссылкой на решение Совета РАН по космосу сообщили, что по проекту "Миллиметрон" заключено шесть международных соглашений (Китай, Южная Корея, Италия, Франция, Голландия и США) и ещё четыре готовятся к подписанию[17].
- 5 мая 2022 года руководитель космического центра ФИАН Сергей Лихачев сообщил СМИ, что зарубежные партнеры, в том числе Франция, Китай, Южная Корея и Италия, официально не отказались от сотрудничества с Россией в работе над проектом "Миллиметрон". Работа затормозилась в силу политических причин, но она продолжается[18]. Россия и Китай готовят к переподписанию соглашение о сотрудничестве по работе над проектом "Миллиметрон", также готовится к подписанию межагентское соглашение с Южной Кореей[19].
- 3 сентября 2022 года заместитель директора Физического института РАН Лариса Лихачева сообщила СМИ, что ФИАН ведет переговоры с двумя российскими компаниями по поводу создания криогенной машины для "Спектра-М" взамен французского концерна Air Liquide (один из крупнейших в мире производителей газов, технологий и услуг для промышленности), объявившего об уходе из России 2 сентября. На данном этапе российские компании готовы создать машину, способную охлаждать зеркало аппарата до 60-70 Кельвин, в то время как изначально планировалось охлаждение до 20 Кельвин (-253,15 градусов Цельсия). В институте надеются, что производитель будет выбран до конца сентября 2022 года и сможет произвести машину, охлаждающую до 70-60 Кельвин на первом этапе, и потом возьмется за разработку 20-градусной машины. На данном этапе нельзя предположить, сколько времени уйдет на создание такой машины[20].
- в марте 2023 года для "Миллиметрона" в Астрокосмическом центра ФИАН был разработан криогенный приёмник, способный детектировать радиосигналы на частотах 220-280 ГГц. Элементы прибора выполнены из ниобия и охлаждаются жидким гелием, за счет получаемой сверхпроводимости достигается очень высокая чувствительность, частотное разрешение и малые потери сигнала[21].

### Ожидаемые события
- В 2020—2021 гг. Итальянское космическое агентство ASI проведёт испытания на воздушном шаре над севером России длинноволнового матричного спектрометра[22].
- С 2021 года начнётся разработка и изготовление космической платформы «Навигатор-М» для «Спектра-М».
- В конце 2025 года в рамках ФКП на 2016—2025 гг. ФИАН должен завершить изготовление рабочей конструкторской документации (РКД) полезной нагрузки для «Спектра-М».

## Направления исследований
Подготовка научной программы проводится шестью международными научными группами. В проекте принимают участие более 60 зарубежных ученых.
Научная программа проекта «Миллиметрон» включает три основных направления исследований:
- физические процессы в ранней Вселенной: в режиме одиночного зеркала «Миллиметрон» попытается обнаружить искажения в спектре реликтового излучения. Такие исследования впервые дадут учёным возможность заглянуть в «невидимую» часть Вселенной в эпоху до рекомбинации, когда она была непрозрачной для излучения[23].
- Исследование активных ядер галактик: за счёт рекордной чувствительности и беспрецедентного углового разрешения «Миллиметрон» позволит проверить гипотезу существования кротовых нор. Он сможет исследовать структуры магнитных полей вблизи гипотетических входов кротовых нор и возможные истечения материи из этих областей.
- Происхождение жизни во Вселенной: именно в терагерцевом диапазоне, в котором будет наблюдать «Миллиметрон» объекты в небесной сфере, расположено большое количество молекулярных линий для сложных молекул, так называемых пребиотиков, без которых существование жизни, по современным представлениям, невозможно. Также благодаря «Спектру-М» учёные смогут изучать протопланетные диски, некоторые экзопланеты, атмосферы этих планет и планеты земного типа[24].

1. Молекулярный состав и физические условия в атмосферах планет и их спутников в Солнечной системе;
2. Астероиды и кометы;
3. Пылевая компонента межпланетной среды, пояса Ван Аллена и Облако Оорта;
4. Спектрополяриметрия, картографирование, изучение вращения и переменности звёзд разных типов (от гигантов, звёзд Вольфа-Райе, цефеид до нормальных звёзд, карликов, нейтронных и кварковых звёзд, галактических чёрных дыр);
5. Планеты и пылевые оболочки звёзд, обнаружение и исследование областей возникновения и эволюции звёзд, планетных систем и даже отдельных планет, субмиллиметровые мазеры, поиск проявлений жизни во Вселенной;
6. Состав, структура и динамика наиболее холодных газопылевых облаков;
7. Структура и динамика вещества около сверхмассивной чёрной дыры в центре Галактики;
8. Динамика Галактики по лучевым скоростям и собственным движениям звёзд разных классов;
9. Динамика и массы галактик Местной группы;
10. Распределение скрытой массы в нашей галактике и Местной системе;
11. Структура и динамика газопылевой составляющей галактик и квазаров, слияние галактик, вспышки звездообразования, Мегамазеры,
12. Структура и физические процессы в ядрах галактик, ускорение космических лучей;
13. Структура и динамика скоплений галактик и сверхскоплений, распределение в них скрытой массы;
14. Протяжённые структуры около радиогалактик по синхротронному излучению и рассеянию излучения ядра;
15. Структура и динамика столкновения галактик;
16. Ранние галактики, обнаружение галактик на стадии их образования, изучение их последующей эволюции, в том числе изучение эволюции звёздной, газопылевой составляющих и скрытой массы;
17. Внегалактические сверхновые и космология;
18. Гравитационные линзы, они же как природные телескопы;
19. Химическая эволюция и космология;
20. Эффект Сюняева — Зельдовича в субмиллиметровом спектре и космология;
21. Диаграмма Хаббла в субмиллиметровом диапазоне и космология;
22. Диаграмма угловой размер — красное смещение и космология;
23. Диаграмма собственное движение — красное смещение, реликтовое собственное движение и космология;
24. Диаграмма сверхсветовое движение — красное смещение и космология;
25. Пространственные флуктуации реликтового излучения в субмиллиметровом диапазоне и космология,
26. Физические процессы и структура взрыва при слиянии звёзд, использование данных о расширении оболочки для определения космологических параметров;
27. Поиск догалактических объектов, изучение ранних этапов эволюции Вселенной от момента рекомбинации (рекомбинационные линии) до начала образования звёзд и галактик, поиск первичных чёрных дыр;
28. Эволюция материи и вакуума, уравнение состояния для скрытой массы и скрытой энергии, реликты инфляции, кротовые норы, многоэлементная модель Вселенной, дополнительные пространственные размерности;
29. Гравитационное излучение в Галактике и Вселенной (реликтовое излучение, взрывы в ядрах галактик, взрывы и столкновения звёзд, двойные звёзды);
30. Астроинженерная деятельность в Галактике и Вселенной;
31. Построение высокоточной астрономической координатной системы;
32. Построение высокоточной модели гравитационного поля Земли.

## Конструкция
«Миллиметрон» создаётся на базе платформы «Навигатор-М», разработанной в НПО имени Лавочкина.

### Научное оборудование
Институт радиотехники и электроники РАН — создание гетеродинных приёмников с частотой до 600 гигагерц.
НТК «Криогенная техника» — создание криогенной бортовой машины для охлаждения зеркала телескопа в космосе до сверхнизких температур — 30 кельвинов (минус 243 градуса Цельсия). Это необходимо в первую очередь для режима одиночной антенны, поскольку для достижения максимально высокой чувствительности болометрических матричных приёмников необходимо охладить их как можно сильнее.
Концерн Sumitomo — производитель высокомодульного углеволокна для панелей антенны.
Научно-исследовательский институт космических и авиационных материалов (НИИКАМ) — разработчик связующего для высокомодульного углеволокна.

### Режим работы
«Спектр-М» будет способен работать в двух режимах: в режиме интерферометра и в режиме одиночного зеркала. Для каждого из двух режимов разрабатывается своя специфическая научная аппаратура, ставятся свои исследовательские задачи.

#### Режим интерферометра
Режим интерферометра позволяет получить гигантское угловое разрешение (разрешение, которое планируется достичь, позволило бы разглядеть с Земли объект толщиной с человеческий волос, находящийся на Луне). С такой разрешающей способностью основной задачей наблюдений станет изучение ядер галактик с более высоким разрешением, чем у Телескопа горизонта событий.

#### Режим одиночного зеркала
Режим одиночного зеркала не предполагает высочайшего разрешения, как в режиме интерферометра, но взамен получит беспрецедентную чувствительность: в этом режиме могут изучаться объекты размером в несколько угловых секунд. Также «Миллиметрон» сможет производить обзор небольших участков неба — размером в несколько угловых минут.

### Станции приёма сигнала
- 28 июля 2019 года заместитель директора Физического института РАН Лариса Лихачева сообщила СМИ, что для «Миллиметрона» нужны как минимум три станции слежения. В качестве антенны станции слежения предлагается использовать евпаторийский телескоп РТ-70. Также его можно будет использовать в виде наземной научной антенны в режиме работы «Миллиметрона» как наземно-космического интерферометр; возможно, также задействуют аналогичный телескоп РТ-70 в Уссурийске. Также Лихачева сообщила, что в данное время с другими государствами ведутся переговоры о создании станции слежения в области экватора[26].

## Подготовка и запуск
«Спектр-М» будет запущен в точку Лагранжа L2 системы Солнце—Земля на расстоянии 1,5 миллиона километров от нашей планеты.
- В 2013 году планировалось, что запуск «Миллиметрона» состоится в 2019 году.
- При формировании Федеральной космической программы на 2016—2025 годы, в связи с секвестром, проекты был вынесен для реализации за пределы программы.
- 21 июня 2018 года вице-президент Российской академии наук Юрий Балега сообщил СМИ, что запуск «Миллиметрона» может быть перенесён за 2030 год[27].
- 18 июня 2019 года представитель Физического института РАН (ФИАН) Виталий Егоров на пресс-конференции сообщил, что запуск «Миллиметрона» состоится не ранее начала 2030-х гг[28].
- 29 июня 2019 года заместитель директора Физического института РАН Лариса Лихачева сообщила СМИ, что запуск «Миллиметрона» планируется не ранее 2027 года. Точная дата будет зависеть от финансирования, который будет установлен в новой Федеральной космической программе на 2026—2035 годы, а также от того, в какой стадии готовности обсерватория будет к 2025 году[29].
- 25 ноября 2019 года заместитель директора Физического института РАН Лариса Лихачева сообщила СМИ, что запуск аппарата предпочтительнее проводить не на «Ангаре-5М» (масса полезной нагрузки: около 25 тонн), а на «Ангаре-А5В» (масса полезной нагрузки: 37,5 тонн) — дело не только в большей грузоподъёмности, но и в большем головном обтекателе[30].
- В октябре 2021 года руководитель Астрокосмического центра ФИАН, научный руководитель проекта «Миллиметрон» Сергей Лихачев сообщил журналу «Русский космос», что по распоряжению Президента РФ «Спектр-М» находится в первом приоритете по итогам обсуждения Роскосмоса и РАН. Исходя из этого запуск планируется на 2029–2030 годы.

## Оценка стоимости и финансирование проекта
- 21 июня 2019 года заместитель директора ФИАН Лариса Лихачева сообщила СМИ, что финансирование создания «Спектра-М» в Федеральной космической программе на 2016—2025 гг. сокращено в два раза по сравнению с первоначально планировавшимися 11 миллиардами рублей, остальная часть уйдёт в следующую ФКП[31].
- 6 июля 2019 года заместитель председателя совета РАН по космосу академик Лев Зелёный сообщил СМИ, что минимальная стоимость создания «Спектра-М» оставит около 20 миллиардов рублей, не считая услуг по его запуску на орбиту и последующему приёму научной информации. Столь высокая для российских проектов стоимость связана, в частности, с необходимостью разработки и/или покупки весьма сложных криогенных космических технологий и детекторов[32].
- 12 ноября 2021 года заместитель директора Физического института академии наук Лариса Лихачева на заседании Совета РАН по космосу сообщила, что расчетная стоимость «Миллиметрона» составит около 20 млрд рублей (в ценах 2012 года). Для полной реализации проекта, которая была заложена в эскизном проекте, нужно получить еще 15 млрд рублей. До 2025 года на проект в настоящее время заложено выделение 3,3 млрд рублей[33].

### Финансирование
- 2015–2017 гг — 1.36 млрд руб.
- 2017–2021 гг — 2 млрд руб.
- 2021-2025 гг — 2.2 млрд руб.